# Jasonia bocconei
Jasonia bocconei ist eine Pflanzenart aus der Familie der Korbblütler (Asteraceae). Die Art ist ausschließlich auf Malta zu finden.

## Beschreibung
Jasonia bocconei ist eine ausdauernde Pflanze von strauchigem, leicht knorrigem Wuchs und wird üblicherweise 20 bis 30 Zentimeter hoch. Die gesamte Pflanze hat einen starken Kampfergeruch. Der Stängel ist ebenso wie die fleischigen Blätter mit kurzen Haaren und Drüsen besetzt. Die Blätter sind verkehrt lanzettlich und 4 bis 10 Millimeter breit. Die Blütenkörbe sitzen einzeln endständig am Hauptstamm und an kurzen beblätterten Seitenzweigen, sodass sich insgesamt ein doldenartiges Erscheinungsbild ergibt. Die Blütenkörbe enthalten ausschließlich nur gelbe Röhrenblüten. Die Hüllblätter sind nach außen gekrümmt.
Die Chromosomenzahl beträgt 2n = 18.

## Verbreitung
Die ausschließlich in Malta beheimatete und dort häufig vorkommende Art besiedelt Garigue und felsige Standorte.

## Systematik und botanische Geschichte
Die Art wurde 1979 von Salvatore Brullo als Chiliadenus bocconei erstbeschrieben. Sie ist nahe verwandt mit Jasonia lopadusanus, einem Endemiten der benachbarten Insel Lampedusa. 2004 wurden beide Arten zur Gattung Jasonia gestellt.

## Verwendung
Eine Abbildung der Pflanze zierte bis zur Einführung des Euros die Rückseite des maltesischen 50-Cent-Stückes. Vereinzelt wurde die Pflanze in der Volksmedizin gegen Diabetes eingesetzt.

## Nachweise
1. 1 2 3  M. Pardo de Santayana, R. Morales: Consideraciones sobre el genero Jasonia (Compositae, Inuleae). Sistematica y usos. In: Acta Botanica Malacitana 29, 2004, S. 221–232, Online (PDF; 108 kB)
2. ↑  Chiliadenus bocconei bei Tropicos.org. In: IPCN Chromosome Reports. Missouri Botanical Garden, St. Louis
3. ↑  Hans Christian Weber, Bernd Kendzior: Flora of the Maltese Islands - A Field Guide, 2006, ISBN 3-8236-1478-9, S. 296